# Біло-Пашино
Біло-Па́шино (рос. Бело-Пашино) — присілок у складі Афанасьєвського району Кіровської області, Росія. Входить до складу Пашинського сільського поселення.
Населення становить 15 осіб (2010, 28 у 2002).
Національний склад станом на 2002 рік — росіяни 96 %.